# Spinnweben (Roman)
Spinnweben (Roman) ist ein 1996 erschienener Roman der ghanaischen Autorin Amma Darko. 

## Inhalt
Der Roman erzählt die Geschichte der Ghanaerin Sefa, die in der Zeit des Präsidenten Nkrumah die Schule besucht hat. Nach Abschluss ihres Studiums reist sie nach Deutschland und erkennt bald, dass sie nicht bleiben kann. Als sie nach Ghana zurückkehrt, helfen ihr die Erfahrungen in Deutschland ihr Leben in Ghana zu reflektieren.

## Ausgaben
- Deutsche Erstausgabe (Übersetzung aus dem Englischen von Anita Djafari), Schmetterling Verlag, Stuttgart 1996, ISBN 3926369175.
- Russen unter Accra. Hörbuch. Auszüge aus Spinnweben, gelesen von Ursula Gessat, Schmetterling Verlag, Stuttgart 2002, ISBN 3896571222.